# Sherlock Holmes : Crimes et Châtiments
Sherlock Holmes : Crimes et Châtiments (Sherlock Holmes: Crimes & Punishments en version originale) est un jeu vidéo d'aventure développé par Frogwares, sorti sur PC, PS3, PS4, Xbox 360 et Xbox One le 30 septembre 2014. Il s'agit du septième volet de la série de jeux Sherlock Holmes du développeur, d'où l'abréviation « Sherlock Holmes 7 » ou « SH7 » sous laquelle le jeu est parfois désigné.
Le jeu suit le détective privé Sherlock Holmes et son ami le docteur Watson lors de six enquêtes dans Londres et ses environs à la fin du XIXe siècle. Trois de ces histoires sont inspirées de véritables nouvelles d'Arthur Conan Doyle. Le jeu est bien reçu par la presse, qui salue un gameplay riche et rafraîchi, et de très bons graphismes pour un jeu de ce genre grâce à l'utilisation d'un nouveau moteur de jeu (l'Unreal Engine 3) bien qu'elle déplore la relative facilité du jeu, "trop assisté".

## Trame

### Synopsis
Le jeu se déroule dans Londres et ses environs à la fin du XIXe siècle. Il est composé d'un ensemble de six enquêtes indépendantes les unes des autres, inspirées ou non d'histoires originales écrites par Arthur Conan Doyle.
- Enquête no 1 : Peter le Noir, inspirée de la nouvelle éponyme
En 1895, l'inspecteur Lestrade, de Scotland Yard, vient demander de l'aide à Sherlock Holmes sur une de ses enquêtes. Le capitaine Peter Carey, dit « Peter le Noir », a été retrouvé mort, empalé par un harpon dans sa cabane de jardin. Accompagné du docteur Watson, Holmes se rend sur la scène de crime et fait la connaissance de l'épouse de la victime, Judith Carey. Il interroge également deux hommes arrêtés par la police : Liam Hurtley qui rodait autour de la cabane, et le jeune John Neligan qui a essayé de rentrer par effraction dans la cabane. Ses investigations l'amènent à se questionner sur l'implication de Patrick Cairns, un marin, dans l'affaire.

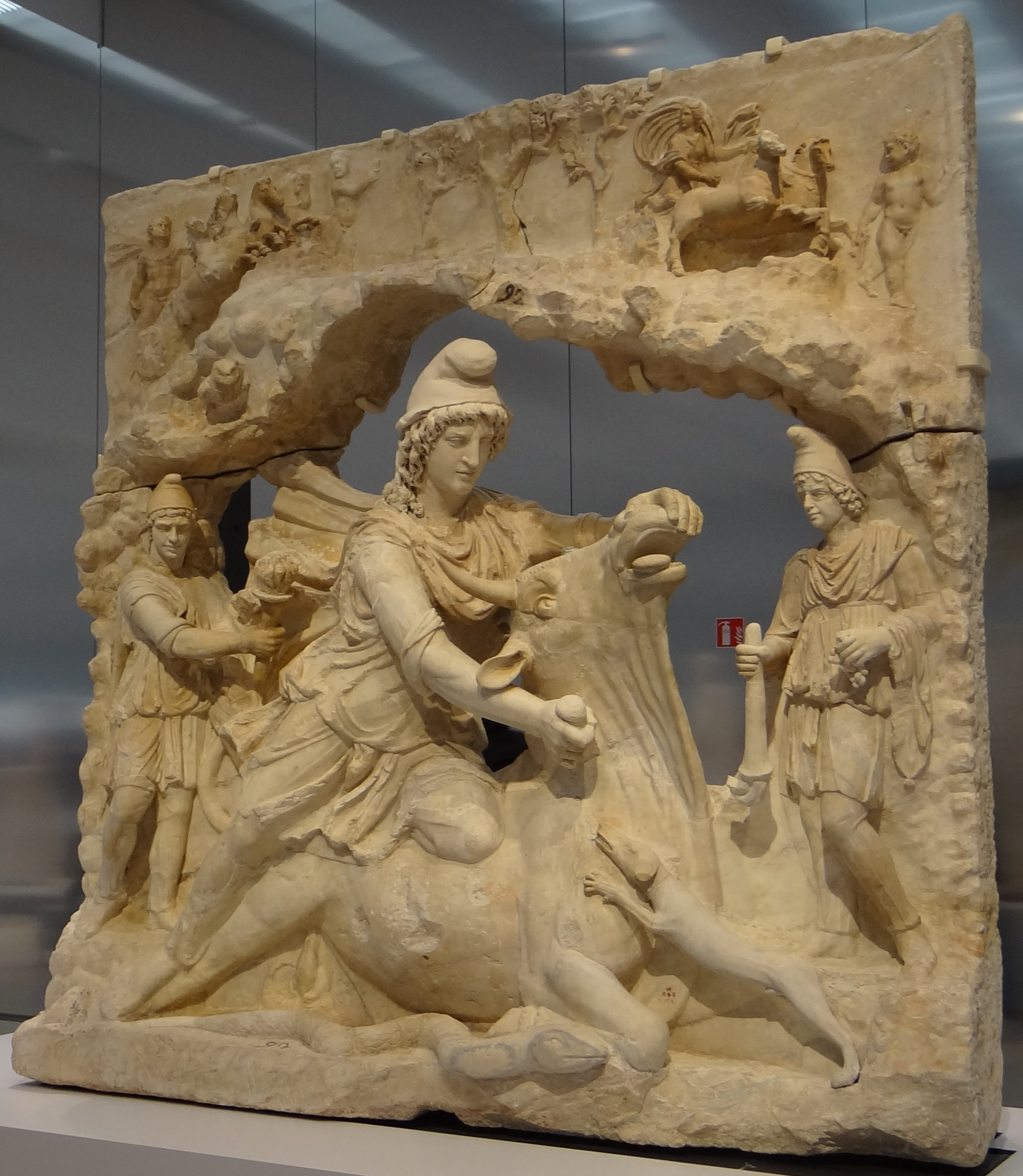
Mithra sacrifiant le Taureau (100-200 apr. J.-C.), exposé au Louvre-Lens.

- Enquête no 2 : L'énigme du train fantôme, reprenant des éléments de la nouvelle The Lost Special (en)
Sherlock Holmes et le docteur Watson reviennent de vacances dans le Staffordshire. Ils attendent leur train pour Londres à la gare d'Evesham. Alors qu'il entendent la locomotive s'approcher et la distinguent dans le brouillard, le train disparait brutalement. Dès le lendemain, Holmes se met à enquêter sur cette mystérieuse disparition. Il fait le tour des autres gares de la ligne (Bridlington, Chesterfield et Doncaster) et interrogent chefs de gare et passagers mécontents.

- Enquête no 3 : Bain de sang
L'inspecteur Lestrade vient chercher Holmes pour une affaire sensible. Sir Rodney Bentcliffe, un célèbre archéologue, a été retrouvé mort, l'œil transpercé, dans des thermes romains à Londres. Trois personnes étaient dans le sudatorium avec la victime mais n'ont rien vu, et l'arme du crime n'a toujours pas été retrouvée. Le détective interroge l'employé Alan Phillips ainsi que les trois suspects : Gregory Pitkin, le directeur des thermes, Percival Blinkhorn, un autre archéologue, et Tristram Garrow. Les investigations de Holmes l'emmènent sur un site archéologique et lui font découvrir le culte de Mithra.

- Enquête no 4 : Le Manoir de l'Abbaye, inspirée de la nouvelle éponyme
L'inspecteur Lestrade envoie une lettre à Holmes, lui demandant de le rejoindre à l'Abbaye Grange. Durant la nuit, Sir Eustace Brackenstall, un aristocrate alcoolique et violent, a été tué par trois voleurs selon les dires de son épouse, Lady Brackenstall, retrouvée ligotée par sa femme de chambre Theresa. Le détective se met à la recherche du butin et du gang de voleurs, connu de la police. Mais il commence à avoir des doutes sur ce qui s'est vraiment passé.

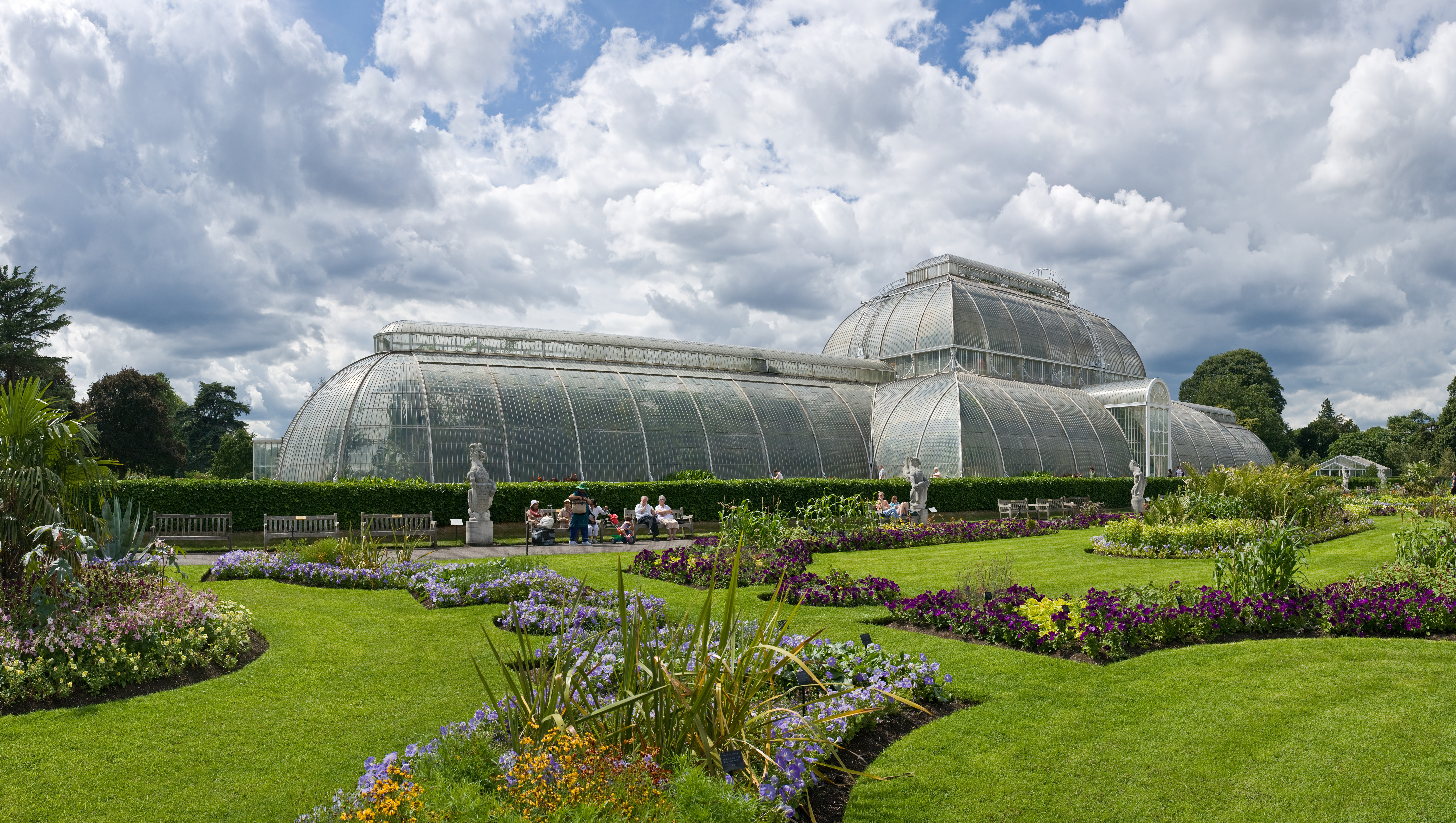
Serre à palmiers des jardins botaniques royaux de Kew.

- Enquête no 5 : Tragédie à Kew Gardens
Holmes est mandaté par un ami pour enquêter sur un vol de plantes exotiques ayant eu lieu aux jardins botaniques royaux de Kew (Kew Gardens). Mais après avoir appris la mort récente du directeur des lieux, Mr Montague Dunne, l'enquête se concentre sur cette dernière. Le détective interroge les employés des jardins : le jardinier Martyn Hamish et les étudiants Margaret White et Albert Dunne, fils de la victime. Il se met sur les traces du « Divin Syndicat ».

- Enquête no 6 : Secret au clair de lune
Après sa fuite d'une rue du quartier de Whitechapel où gisent deux hommes morts, Leighton Chapman, le grand frère de Wiggins, est arrêté pour double meurtre. Holmes est appelé par Wiggins pour enquêter sur l'affaire. Chapman parle d'un troisième homme mais les témoins (un policier, une fleuriste et un voisin) n'ont vu personne. Les investigations du détective l'emmène dans le cirque Duval Bros. dirigé par Charles Foley.

### Personnages récurrents
Le personnage principal qu'incarne le joueur est le détective privé Sherlock Holmes, créé par Arthur Conan Doyle en 1887. Il aide Scotland Yard, et notamment l'inspecteur Lestrade, sur les affaires les plus compliquées ou les plus mystérieuses. Il est accompagné dans ses enquêtes par son ami le docteur John Watson, que le joueur peut contrôler occasionnellement. À deux reprises, le joueur peut contrôler Toby, le chien de Holmes, pour suivre des pistes olfactives.
D'autres personnages de Conan Doyle apparaissent à plusieurs reprises dans le jeu. L'inspecteur Lestrade, de Scotland Yard, vient solliciter l'aide de Holmes sur plusieurs affaires. Mycroft Holmes vient également demander son aide à son frère Sherlock pour retrouver les Merry Men, un groupe de terroristes menaçant la sécurité nationale. Le jeune Wiggins, chef des Irréguliers de Baker Street, est convoqué par Holmes plusieurs fois pour obtenir des renseignements discrètement. Mrs Hudson, la logeuse de Holmes, fait quelques apparitions.

## Système de jeu
Sherlock Holmes : Crimes et châtiments est en jeu d'aventure. Le joueur contrôle le personnage en vue à la troisième personne en lieu et place du traditionnel pointer-et-cliquer, confirmant le changement initié dans l'épisode précédent, Le Testament de Sherlock Holmes sorti en 2012. Le joueur peut également utiliser une vue à la première personne.
La mécanique principale du jeu est d'explorer les scènes de crime à la recherche d'indices. Le joueur peut utiliser une vision spéciale de Holmes pour trouver des indices invisibles directement, comme la disparition d'un objet sur une étagère. Il peut également faire appel à son imagination pour retracer des évènements passés. Lors des interrogatoires des témoins et suspects, le joueur les observe afin de dresser leur portrait, et doit trouver des contre-arguments aux fausses déclarations. 
En croisant les indices, le joueur peut en tirer des déductions. Selon comment les indices sont interprétés, les déductions amènent à différentes conclusions. Le joueur peut ainsi trouver ou non le coupable, et le remettre ou non à la justice. Chaque enquête possède ainsi plusieurs fins différentes.

## Développement

### Genèse
Le septième épisode de la série de jeux Sherlock Holmes, baptisé Crimes et châtiments, est annoncé le 1er février 2013 sans indication de sortie. L'éditeur français Focus Home Interactive renoue sa collaboration avec le studio de développement ukrainien Frogwares. Le nom du jeu, Crimes et châtiments, fait référence au roman éponyme de Fiodor Dostoïevski que lit Watson au début du jeu puis Holmes lors de ses déplacements en cab.

### Technique
Le studio remplace son moteur de jeu interne par l'Unreal Engine 3 d'Epic. Ce changement permet tout d'abord d'obtenir de meilleurs graphismes : des environnements plus grands, plus beaux, plus variés et plus détaillés. Mais cela permet également de développer de nouvelles mécaniques de gameplay, par exemple basées sur l'observation des personnages,.

### Musique et doublage
La musique est composée par Kevin MacLeod.
Le doublage du jeu est uniquement en anglais.
- Kerry Shale : Sherlock Holmes
- Nick Brimble : Docteur Watson
- Colin Mace : Inspecteur Lestrade
- Stella Gonet : Mrs. Hudson, Mrs. Carey, voix additionnelles
- Jon Severity : Mycroft Holmes
- Chris Anderson : Leighton Chapman, voix additionnelles
- Lucy Drive : voix additionnelles
- Kirra Young : Miss White, voix additionnelles
- Rena Valeh : Theresa Wright, voix additionnelles
- Geoffrey Newland : voix additionnelles
- Javier Fernández-Peña : le Mexicain

## Promotion et distribution
Lors de son annonce en février 2013, plusieurs images du jeu sont dévoilées. Une première vidéo technique est diffusée à la fin de mois d'avril, et permet de voir les capacités du nouveau moteur de jeu.
Le jeu est initialement prévu sur PC, PS3 et Xbox 360. En septembre 2013, il est indiqué que le jeu sera porté sur la nouvelle PS4. En mai 2014, il est annoncé que le jeu sortira également sur la nouvelle Xbox One. Le jeu sort simultanément sur toutes ces plateformes le 30 septembre 2014.

## Accueil

### Critique
Sherlock Holmes : Crimes et châtiments reçoit de bonnes critiques de la part de la presse. Le point principal mis en avant est l'aspect graphique nettement amélioré grâce à l'utilisation d'un nouveau moteur de jeu, l'Unreal Engine 3. Ce dernier fait hommage à la bonne direction artistique qui rend l'univers du jeu crédible. Les décors sont riches et variés, les visages sont bien modélisés et le doublage est soigné.
Les critiques saluent le choix d'avoir découpé le titre en six enquêtes intéressantes et variées, même si pour Jeuxvideo.com et IGN cela « amène une perte d'unité et de personnalité ». Le nouvel espace de déduction, figurant les neurones de Holmes, laisse une plus grande liberté au joueur : il permet de tirer toutes conclusions, même des mauvaises. Un sixième sens permet de reconstituer des faits antérieurs ou de trouver des indices invisibles directement,,.
Le gameplay est rafraichi de plusieurs nouveautés que les critiques trouvent parfois mal utilisées. La capacité de déguisement de Holmes est sous-utilisée. Les phases d'observations des personnages sont répétitives, et pas toujours utiles à l'avancée du scénario. Par ailleurs, le joueur se trouve confronté à des choix moraux qui n'ont pas vraiment de conséquences,,. Plus généralement, le jeu peut s'avérer trop facile ou trop assisté. En effet, une erreur d'action ou de choix de question lors d'un interrogatoire n'a aucune conséquence car le jeu vous propose de recommencer indéfiniment. Les énigmes ou puzzles peuvent être zappés si le joueur les trouve trop compliqués. Les critiques reprochent également au jeu d'abuser des allers/retours entre les différents lieux d'une enquête, les temps de chargement étant heureusement masqués par la possibilité de consulter ses notes,,.
La version PC est mieux notée sur les agrégateurs de notes que les versions PS4 et Xbox One. Le site Jeuxvideo.com le classe comme meilleur jeu d'aventure de l'E3 2014.

### Ventes
En 2020, Epic Games propose le jeu en téléchargement gratuit durant deux semaines sur sa plateforme Epic Games Store.